# Mesure à dix-sept temps
La mesure à dix-sept temps est une mesure irrégulière très rare. Les dix-sept pulsations sont organisées en diverses combinaisons de mesures binaires et ternaires, ce qui entraîne un nombre variable de temps forts et de temps faibles. Il s'agit, la plupart du temps, d'une carrure de plusieurs mesures comptant au total dix-sept temps plutôt que d'une seule mesure.
On peut la trouver dans la musique classique et contemporaine mais également dans la musique pop et rock actuelle.

## Historique
Dans le répertoire de la musique pour piano, la 6e pièce, Andante epico  des Douze esquisses pour piano, op.1 (1911) d'Alexeï Stantchinski, est notée à 
 au-dessus de groupes de quatre mesures à 
 + 
 + 
 + 
 :

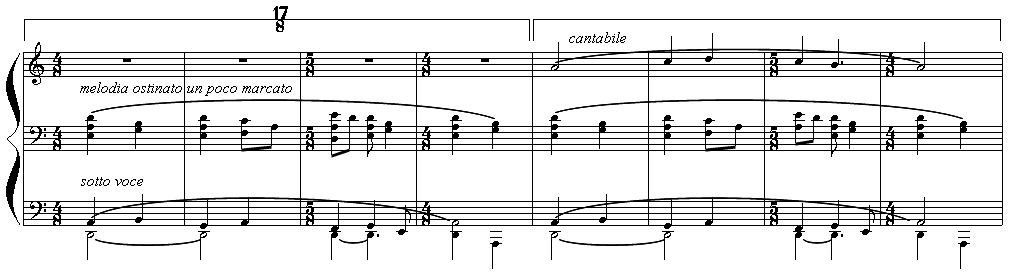
Stantchinsky - 6e esquisse, premières mesures.

Le compositeur a précisé cette indication de mesure pour clarifier la carrure inhabituelle de cette esquisse.

## Notation
Dans un article de la revue Contrechamps, Bernd Alois Zimmermann note ce souvenir d'un concert d'Eliott Carter : « Je me souviens que Carter, après avoir lu une critique qui déplorait la complexité de ses partitions en mentionnant une mesure où l'on comptait dix-sept temps, me dit plaisamment : « Vous savez, je n'attends pas du public qu'il vienne à mes concerts pour compter jusqu'à dix-sept ». Avec la musique de Carter, la difficulté n'est pas tellement liée à l'écoute de ce qui est écrit, mais plutôt au fait de ne pas entendre ce à quoi on s'attend ».
Il convient de signaler que les deux dernières mesures du Klavierstück IX pour piano de Karlheinz Stockhausen sont notées à 
, soit une mesure théoriquement équivalente à 
.

## Œuvres employant des mesures à dix-sept temps

### Musique classique
- 21e des Vingt-quatre préludes pour piano, op.11 (1896) d'Alexandre Scriabine, où le musicologue Georges Conus met en évidence une organisation symétrique à dix-sept temps (
)[3]
- La 2e mesure de Talea (1986) de Gérard Grisey, pour flûte, clarinette, violon, violoncelle et piano, est une mesure silencieuse notée à 
…

### Musiquespopetrock
- Crystalline, de l'album Biophilia[4], Hollow [5] et Moon[6], trois chansons de Björk,
- Panda par This Town Needs Guns, où des sections notées à 
 dans une structure d'ensemble à 
.

### Musique de film
- Thème de Valley of the Dolls d'André Previn, composé pour l'adaptation cinématographique du roman de Jacqueline Susann, enregistré par Dionne Warwick sur une succession régulière de mesures à 
 + 
 + 
 + 
 + 
. Plutôt qu'une  mesure de 17 temps, il s'agit d'une carrure de 5 mesures contenant 17 temps.

### Monographies
- Manfred Kelkel, Alexandre Scriabine : Un musicien à la recherche de l'absolu, Paris, Éditions Fayard, 1999, 412 p. (ISBN 2-213-60365-0)

### Articles
- Bernd Alois Zimmermann, « Souvenirs sur Eliott Carter », Contrechamps, no 5-7, Librairie L'age d'homme,‎ 1985